# Skälåkersviken

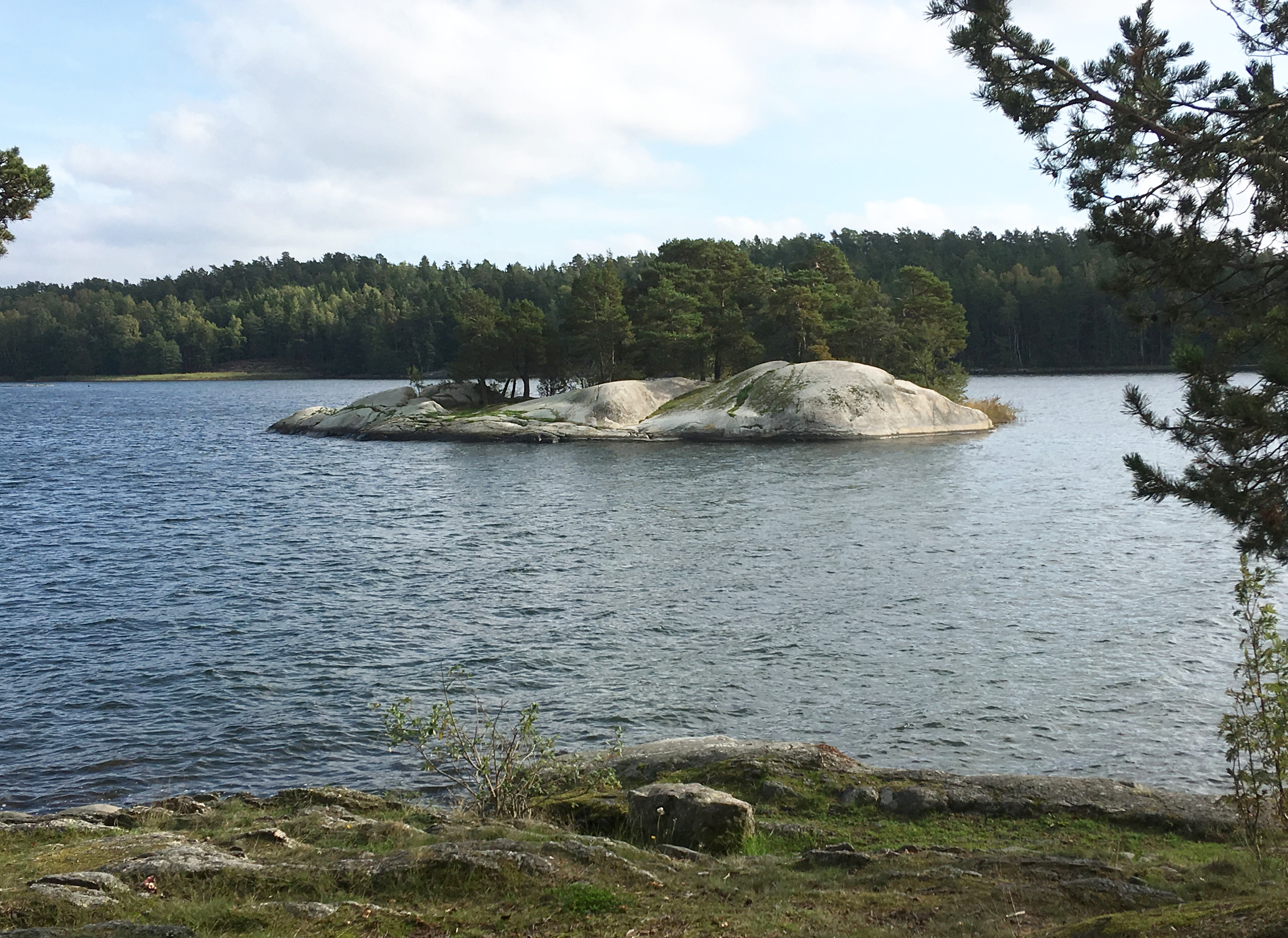
Skälåkersviken, Törngrundet, 2017.

Skälåkersviken är en vik av Östersjön utanför nordöstra Gålö i Haninge kommun, Stockholms län. Här ligger Gålö havsbad med en av länets längsta sandstränder. Skälåkersviken ingår i sin helhet i Gålö naturreservat som inrättades 2006.

## Beskrivning
Viken har sitt namn efter gården Skälåker som låg under Stegsholms gård. Skälåkersviken begränsas i norr av Apelviksudd och i söder av Havtornsudd som båda ger viken ett skyddat läge. I öster ansluter Sandemarsfjärden. Viken har en cirka 480 meter lång och grund sandstrand som fortsätter med blanka klippor söderut. Här anlades Gålö havsbad på 1960-talet och 1993 grundades Skälåkers båtklubb. I viken återfinns några mindre öar och skär, bland dem Törngrundet, Kärleken, Mödomen och Fågelgrundet, de båda senare är fågelskyddsområden.

## Bilder

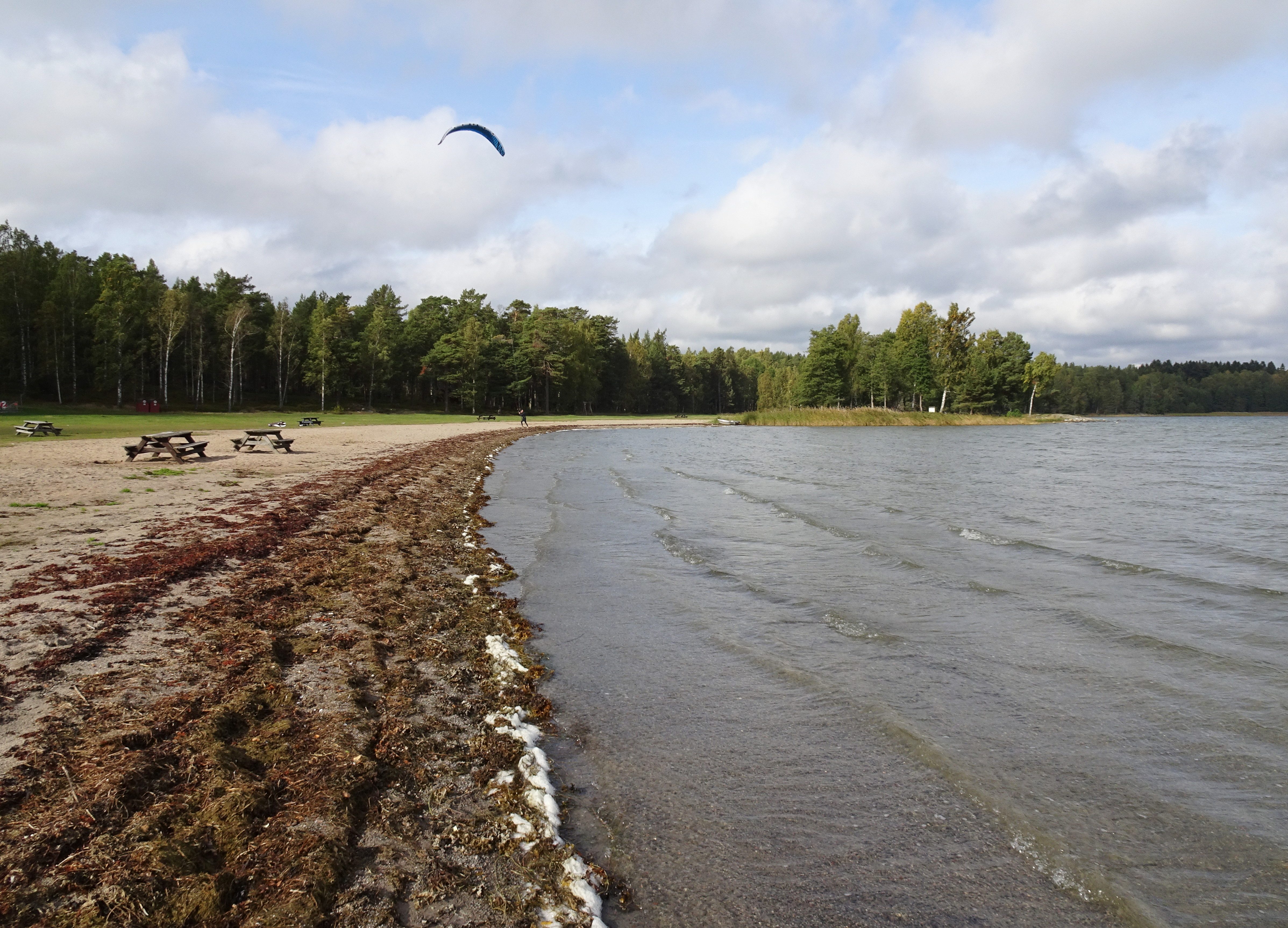
Skälåkersvikens sandstrand
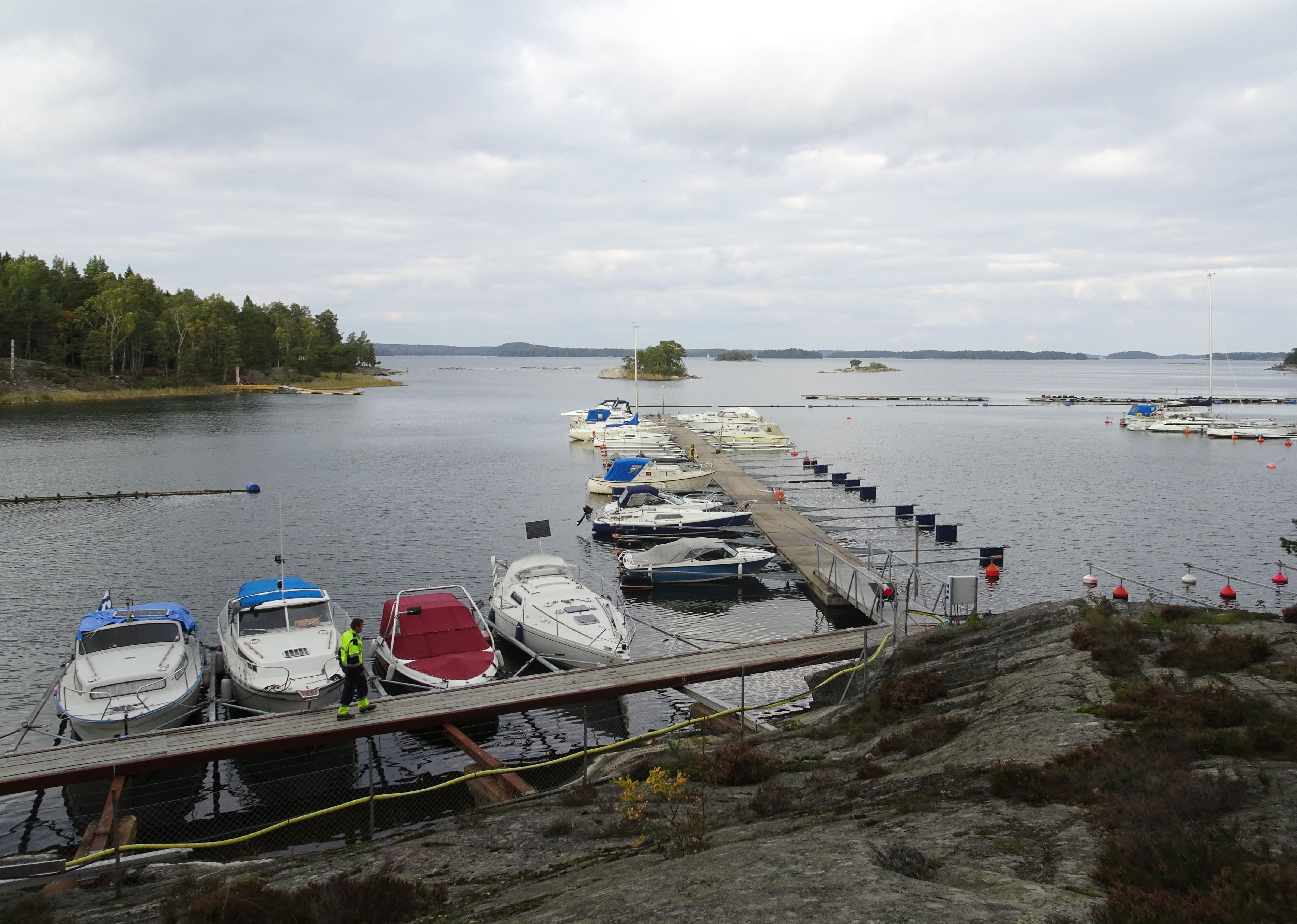
Skälåkers båtklubb
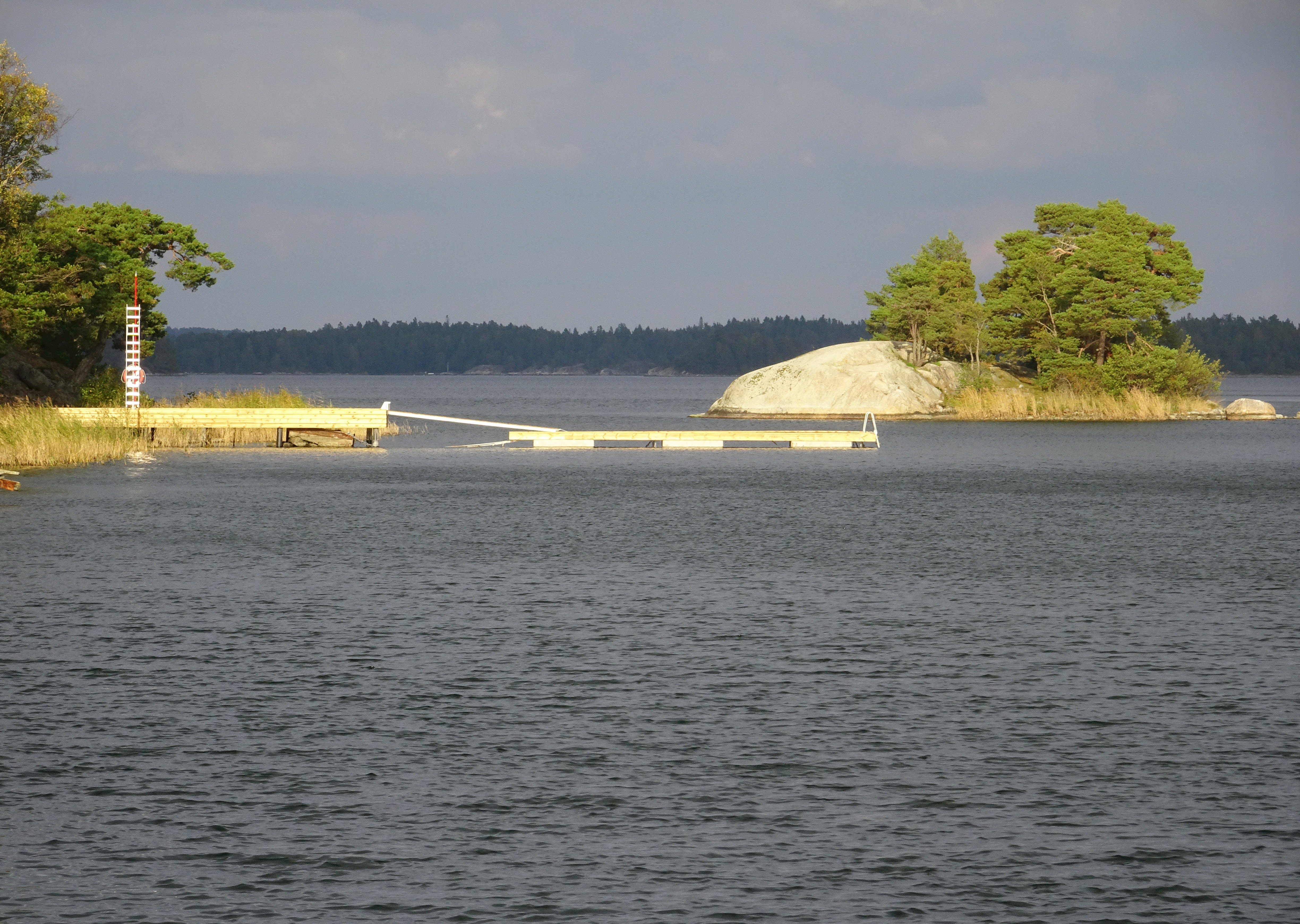
Ön Kärleken
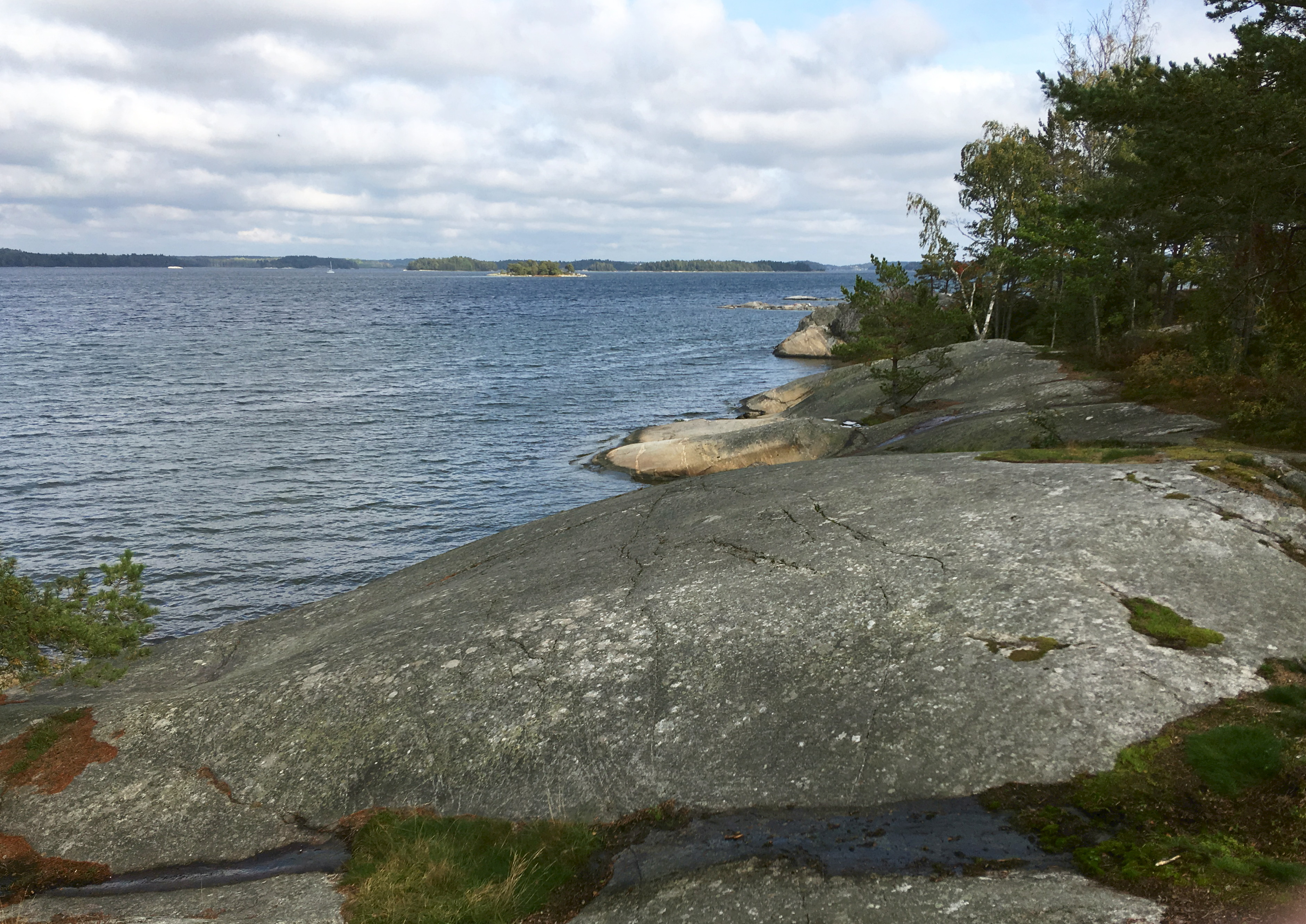
Skälåkersvikens klippor